# Herman Pen'kov
Herman Jurijovyč Pen'kov (in ucraino Герман Юрійович Пеньков?; Makiïvka, 26 maggio 1994) è un calciatore ucraino, portiere dell'LNZ Čerkasy.

## Carriera
Ha esordito fra i professionisti il 16 luglio 2017 con la maglia dello Stal' Dniprodzeržyns'k in occasione del match di campionato vinto 1-0 contro lo Zorja.